# Adlerdenkmal (Althaldensleben)

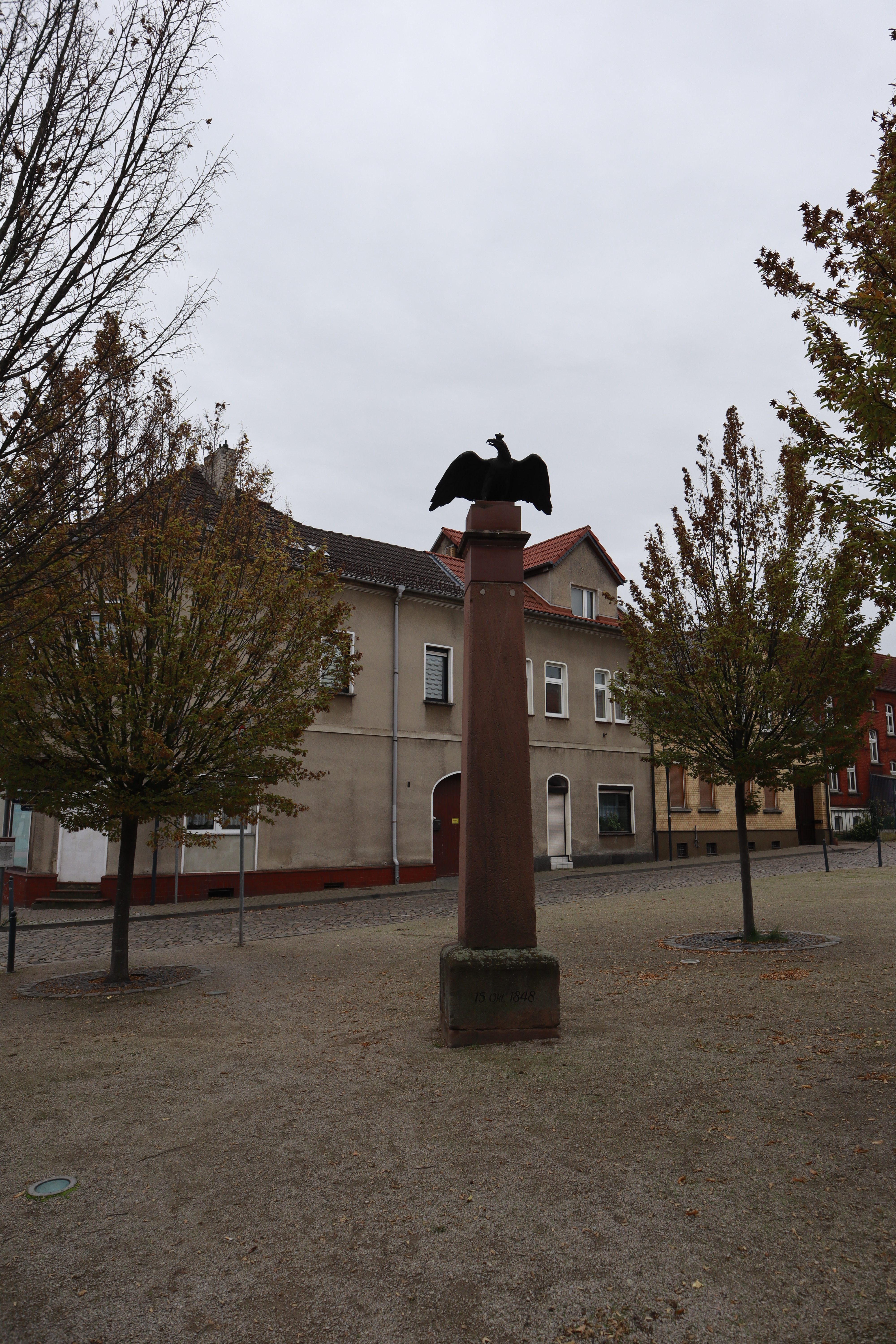

Das Adlerdenkmal im Haldensleber Stadtteil Althaldensleben befindet sich auf dem Adlerplatz und wurde in der heutigen Form im Jahr 1848 zum Gedenken an die Völkerschlacht bei Leipzig errichtet. Entsprechend wird es auch als „Denkmal für die Leipziger Völkerschlacht“ bezeichnet. Im örtlichen Denkmalverzeichnis ist das Bauwerk als geschichtlich und städtebaulich wichtiges Kleindenkmal eingetragen.

## Adlerplatz
Das Denkmal steht auf dem nach ihm benannten Adlerplatz, dem von der Dieskaustraße und der Neuhaldensleber Straße gebildeten, dreieckigen und etwa 300 Quadratmeter großen historischen Mittelpunkt Althaldenslebens. Um den früheren Dorfplatz gruppierte sich die ehemals dörfliche Siedlung von Guts- und Fabrikarbeitern. Der heutige Reiz des Platzes entsteht durch die architektonische Vielfalt der angrenzenden Wohn- und Geschäftshäuser, obschon die Gebäude selbst von bescheidener Bauart sind. Mit der zentralen Adlersäule sowie einer hier ebenfalls aufgestellten Litfaßsäule jüngeren Datums hat der Platz heute eine kleinstädtische Anmutung.
Zu Beginn der 2010er Jahre wurden die Oberflächen des Platzraumes sowie die vorbeiführende Hauptstraße (Neuhaldensleber Straße) grundhaft erneuert. Die helle Oberfläche des Platzes ist sandgeschlämmt.

## Geschichte
1815 wurde zur Erinnerung an die Völkerschlacht bei Leipzig eine Holzsäule mit einem eisernen Adler errichtet. Nach der Auflösung des napoleonischen Königreichs Westphalens und der erneuten Zuordnung zu Preußen, gedachte die Gemeinde mit dem Denkmal der für die Freiheit Gefallenen und als Mahnung für die Zukunft. Um die Säule wurden vier Pyramidenpappeln gepflanzt. Die Einweihung des Denkmals fand am 16. Juni 1815 statt. Zur Feier waren dem Landsturm und den zurückkehrenden Soldaten von der Gemeinde eine Fahne gestiftet worden.
Im Revolutionsjahr 1848 musste die Säule aufgrund von Witterungsschäden erneuert werden; sie wurde durch eine Steinsäule und einen neuen Adler ersetzt. Dieser Austausch kam durch eine Vereinbarung zwischen der Gemeinde Althaldensleben und der auf dem Klostergut ansässigen Familie von Nathusius zustande. Die erneute Einweihung fand am 15. Oktober 1848, dem Geburtstag Friedrich Wilhelm IV., statt. Aus Bauholz hatte man eine provisorische Tanzbude errichtet, in der drei Tage lang gefeiert wurde. Die Festrede hielt der Rechnungsführer Böttcher vom Klostergut.
Bei der Auswahl des Materials fiel die Entscheidung zugunsten des während der Biedermeierzeit regional beliebten, rosaroten Sandsteins. Am Sockel der Säule wurde das Datum „15. Oktober 1848“ eingemeißelt. Der gusseiserne Adler stammte aus einer Gießerei aus dem Harz. Der alte Adler wurde zur Aufbewahrung an die Simultankirche in Althaldensleben gegeben. Als 1863 auch in Irxleben eine Gedenksäule (zum Gedenken an den Aufruf „An Mein Volk“ vom 17. März 1813) errichtet wurde, hatte man sich bei der Gestaltung an der Säule in Althaldensleben orientiert: Form, Material und Adler gleichen sich.
Der Althaldensleber Heimatforscher Otto Dieskau beschrieb 1923 die Bedeutung des Denkmals:

„Was der Roland Neuhaldensleben; das ist die Adlersäule unserem Ort: eine Zierde für einen freien Platz und ein geschichtliches Monument“

In der DDR-Zeit wurde der Adler entfernt, er galt als Symbol des Militarismus. Er wurde durch ein Emblem der Jungen Pioniere ersetzt. Nach einem Beschluss der Stadtverordnetenversammlung vom 14. April 1951 wurde der Name des Platzes ebenfalls geändert in „Platz der jungen Pioniere“ bzw. kürzer in „Pionierplatz“. Die neue Bezeichnung setzte sich im Sprachgebrauch der Althaldensleber Einwohner jedoch nicht durch. Der im Realsozialismus beseitigte Adler konnte 1993 durch eine Spende der Familie von Nathusius unter Heinrich von Nathusius ersetzt werden; am 15. Oktober 1993 wurde wieder ein Adler auf die Säule gesetzt. Er war in Lauchhammer hergestellt worden.
Jährlich erfolgt auf dem Adlerplatz die Proklamation des Schützenkönigspaars des Schützenbundes Althaldenlebens. Der Schützenbund trägt eine Abbildung des Adlers in seinem Wappen.

## Beschreibung
Die fünf Meter hohe Stele, die auf einem wuchtigen Sockel von 90 cm Durchmesser steht, verfügt über einen quadratischen Schnitt und verjüngt sich nach oben. Im unteren Bereich hat sie einen Durchmesser von 60 Zentimetern. Die Säule besteht aus Alvensleber Rotsandstein. Die die Jahreszahl der Einweihung am 15. Oktober 1848 tragende Säule besteht bis heute. Das marode Kopfstück der Säule wurde anlässlich der erneuten Aufstellung des Adlers 1993 aus Wesersandstein hergestellt. Die Säule wird von einem stehenden Adler mit ausgebreiteten Schwingen bekrönt. Dessen Spannweite beträgt 1,20 Meter, er trägt eine Krone. Sein Körper ist nach Norden ausgerichtet; der Kopf ist (beobachtend/mahnend) in Richtung des preußischen Berlins nach Südosten gewendet. Der heutige (dritte) Adler besteht aus Bronze.